# Stargate: The Ark of Truth
Stargate: The Ark of Truth és una pel·lícula de ciència-ficció per a DVD, escrita i dirigida per Robert C Cooper. En aquesta pel·lícula es posa punt final a la trama dels Ori en la sèrie Stargate SG-1. Stargate: The Ark of Truth va ser llençada a la venda als EUA, l'11 de març del 2008.

## Repartiment
- Ben Browder: Tinent Coronel Cameron Mitchell
- Amanda Tapping: Tinent Coronel Samantha Carter
- Christopher Judge: Teal'c
- Michael Shanks: Daniel Jackson
- Beau Bridges: Major General Henry "Hank" Landry
- Claudia Black: Vala Mal Doran
- Currie Graham: James Marrick
- Morena Baccarin: Adria
- Tim Guinee: Tomin
- Julian Sands: Doci
- Sarah Strange: Morgana Le Fay
- Michael Beach: Coronel Abe Ellis
- Gary Jones: Walter Harriman Davis
- Martin Christopher: Major Marks
- Chris Gauthier: Hertis
- Eric Breker: Coronel Reynolds
- Matthew Walker: Merlín
- Fabrice Grover: Amelius
- Spencer Maybee: Capità Binder
- Greg Anderson: Prior #1
- Doug Abrahams: Prior #2